# Lasianthus thwaitesii
Lasianthus thwaitesii är en måreväxtart som beskrevs av Joseph Dalton Hooker. Lasianthus thwaitesii ingår i släktet Lasianthus och familjen måreväxter.

## Underarter
Arten delas in i följande underarter:
- L. t. nitidus
- L. t. thwaitesii